# Damy z Llangollen

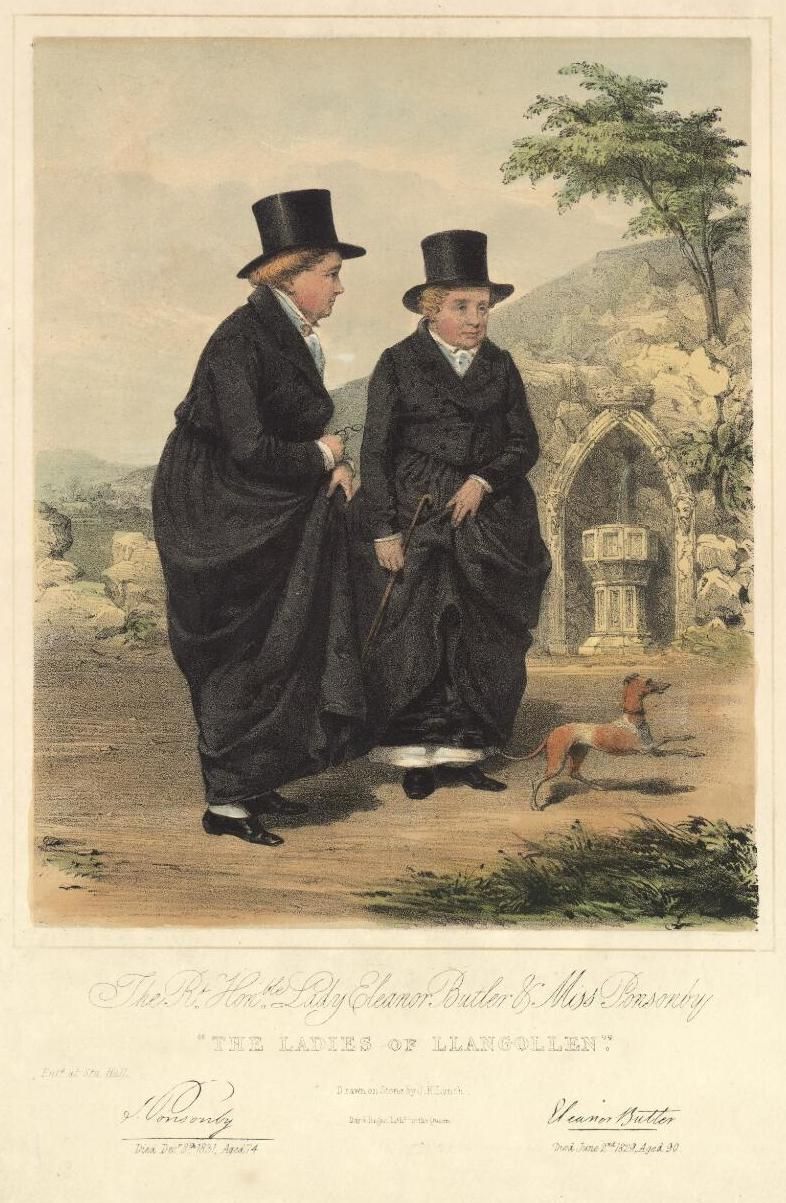
Portret „Dam z Llangollen” z lat 70. XIX wieku autorstwa Jamesa Henry’ego Lyncha (na podstawie wizerunków z litografii R.J. Lane’a)

Damy z Llangollen (ang. Ladies of Llangollen) – Eleanor Butler i Sarah Ponsonby, Irlandki z wyższej warstwy społecznej, których związek gorszył, a zarazem fascynował im współczesnych pod koniec XVIII i na początku XIX wieku. Para przeniosła się do neogotyckiej rezydencji w Llangollen w północnej Walii w 1780 r., po opuszczeniu Irlandii, aby uciec przed społeczną presją zawierania konwencjonalnych małżeństw. Przez lata odwiedzali je liczni znani goście, m.in. Percy Bysshe Shelley, lord Byron, książę Wellington i William Wordsworth; ten ostatni napisał o nich sonet.
Przez całe dorosłe życie obie kobiety przebywały w swoim towarzystwie, a pod koniec nosiły męskie ubrania, co doprowadziło otoczenie do wniosku, że są lesbijkami. Jednak badania ich dzienników i korespondencji nie wskazują na żadne relacje seksualne, co skłoniło niektórych historyków do wyrażenia opinii, że było to tzw. bostońskie małżeństwo lub romans platoniczny.
Muzeum Brytyjskie umieściło historię „Dam” w narracji zorganizowanej tam wystawy pt. „Desire, love, identity: An LGBTQ tour of the British Museum”.

## Życiorysy
Eleanor Charlotte Butler (ur. 11 maja 1739, zm. 2 czerwca 1829) pochodziła z rodu Butlerów, hrabiów Ormonde z rodową siedzibą w zamku Kilkenny. Była uważana przez rodzinę za nadmiernie wykształconą miłośniczkę książek. Kształciła się w klasztorze we Francji, mówiła więc i pisała po francusku.
Sarah Ponsonby (ur. 1755, zm. 9 grudnia 1831) mieszkała u krewnych w Woodstock w hrabstwie Kilkenny. Była drugą kuzynką Fredericka Ponsonby, 3. hrabiego Bessborough. Jej ojcem był członek irlandzkiego parlamentu, Chambré Brabazon Ponsonby, a matką Louisa Lyons.
Ich rodziny mieszkały w odległości 15 mil (25 kilometrów) od siebie. Obie kobiety spotkały się w 1768 r. i szybko się do siebie zbliżyły. Przez lata opracowywały plan prywatnego odosobnienia na wsi i spełnienia marzenia o wspólnie prowadzonym, niekonwencjonalnym trybie życia.
Zostały pochowane w kościele St Collen w Llangollen, gdzie również znajduje się grób ich wieloletniej służącej, Mary Caryll. W lutym 2020 r. miejsce pochówku i tablica pamiątkowa na cześć obu kobiet zostały poświęcone podczas specjalnej uroczystości z okazji Miesiąca Historii LGBT. Hołd dla ich spuścizny złożył w formie występu walijski muzyk jazzowy, Ian Shaw.

## Dom w Walii

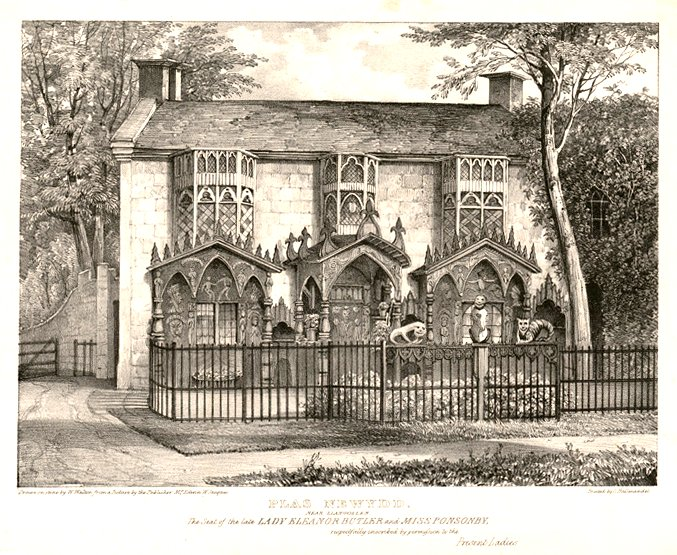
Plas Newydd, blisko Llangollen, sztycht W.L. Waltona i E. Jacquesa

Nie chcąc być zmuszanymi do niechcianych małżeństw, przyszłe „Damy z Llangollen” opuściły razem hrabstwo Kilkenny w kwietniu 1778 r. Rodziny ścigały kobiety, na próżno jednak próbowano siłą zmusić je do rezygnacji z planów. Przeprowadziły się do Walii, a wkrótce dołączyła do nich służąca Sary, Mary Caryll.
Realizując swój plan, poznawały walijską wieś, ostatecznie osiedlając się w północnej Walii. Mieszkały najpierw w wynajmowanym domu we wsi Llangollen, a w 1780 r. przeniosły się do małego dworku na obrzeżach wioski, który nazywały Plas Newydd lub „nową rezydencją”. Wiodły życie według własnego, wymyślonego przez siebie systemu, chociaż mogły liczyć tylko na skromny dochód od nietolerancyjnych krewnych, a ostatecznie na emeryturę z tak zwanej „Civil List”. Decydując się na styl neogotycki, urządziły wnętrza Plas Newydd za pomocą boazerii z walijskiego dębu, ostrołuków i witraży, ponadto stworzyły obszerną bibliotekę, w której przyjmowały wielu znamienitych gości. Zatrudniły także ogrodnika, lokaja i dwie pokojówki. Doprowadziło to do znacznego zadłużenia i po jakimś czasie właścicielki musiały polegać na hojności przyjaciół.
Plas Newydd to obecnie muzeum prowadzone przez Radę Hrabstwa Denbighshire. Butler’s Hill, niedaleko Plas Newydd, zostało nazwane na cześć Eleanor Butler. Gmach Ponsonby Arms, zabytkowy budynek klasy II przy Mill Street w Llangollen wywodzi swoją nazwę od nazwiska Sarah Ponsonby.

## Popularność

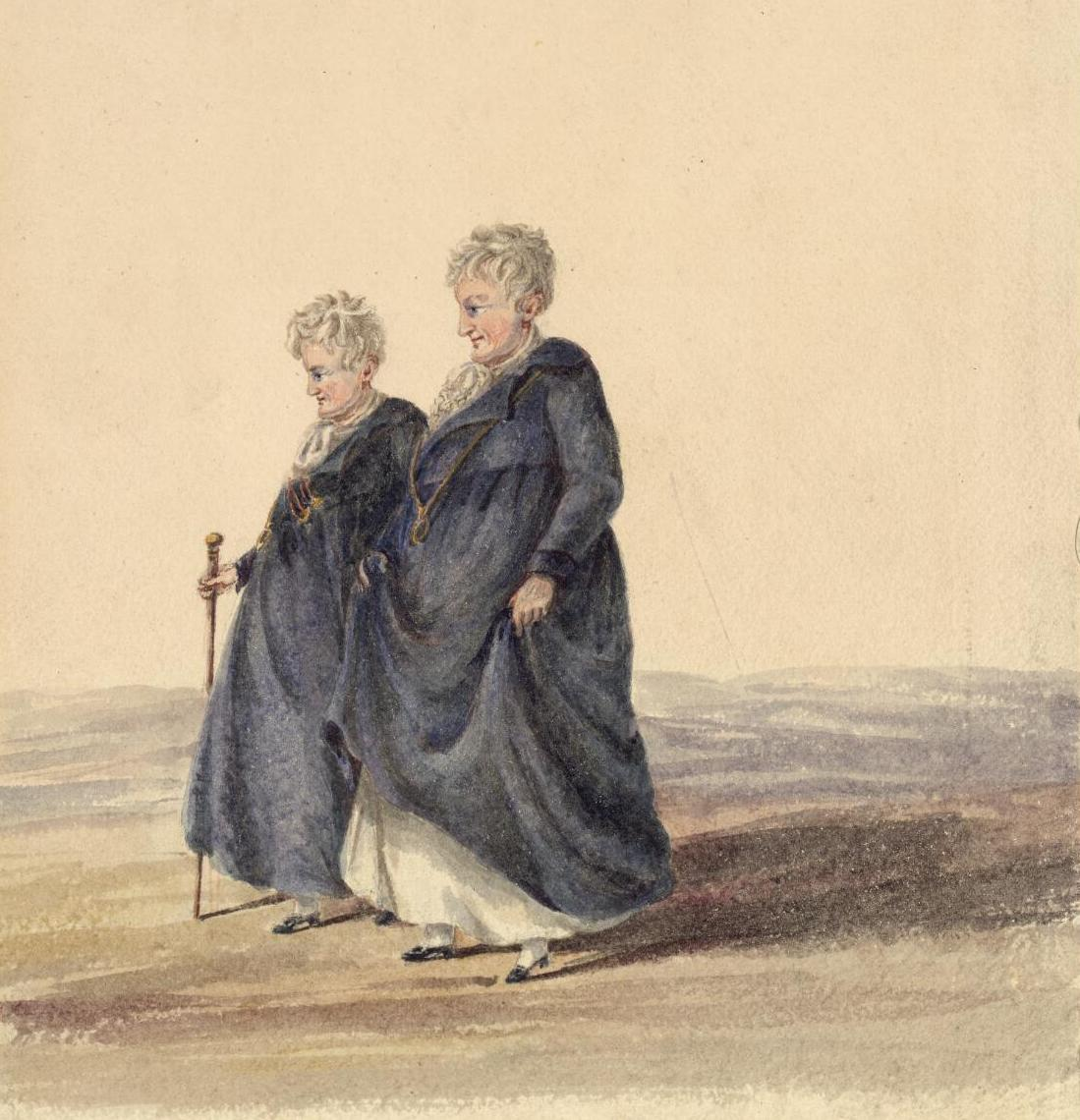
Susan Murray Tait, portret „Dam z Llangollen” (1819)

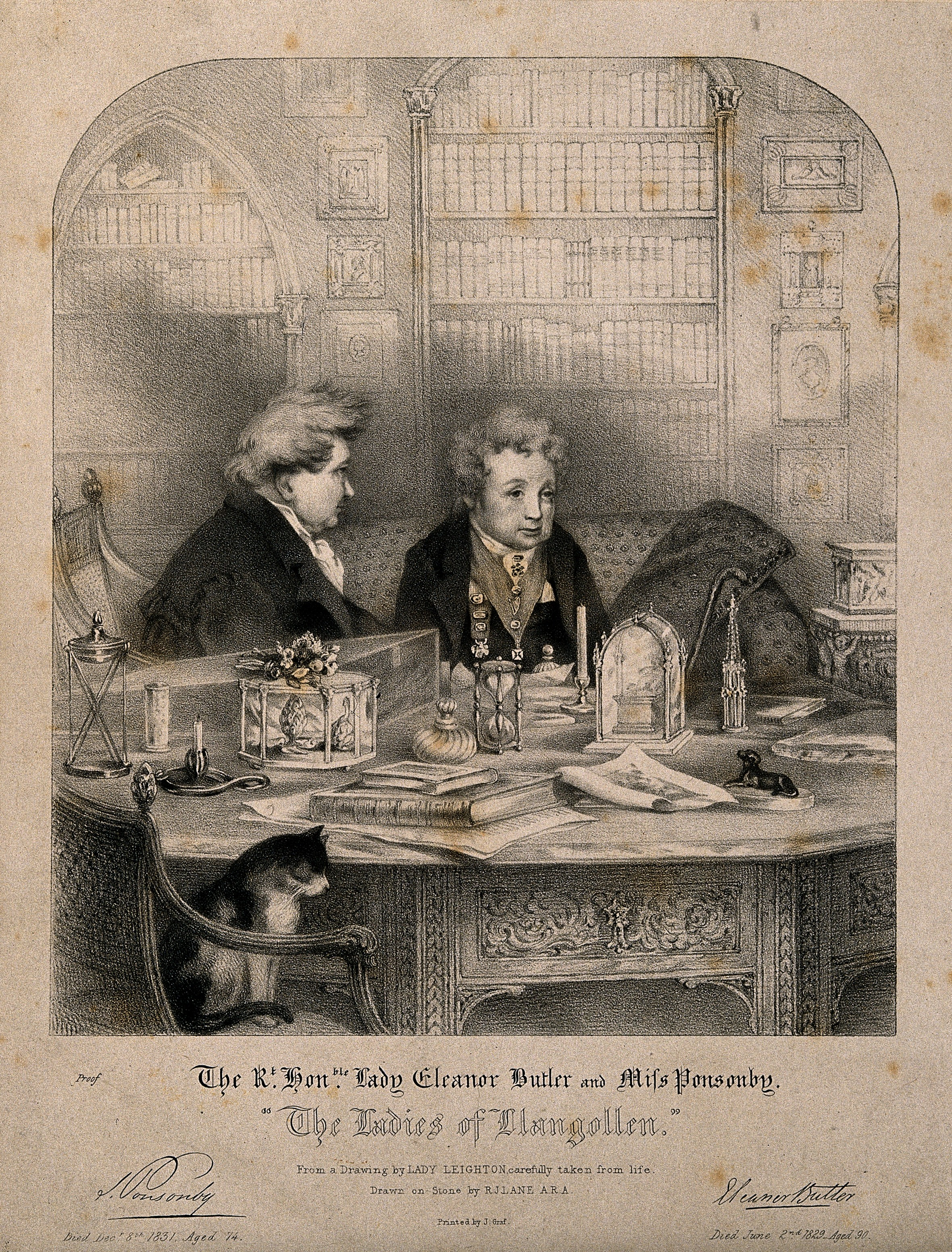
Sarah Ponsonby i Eleanor Butler, litografia Richarda Jamesa Lane’a

Eleanor i Sarah poświęcały swój czas na przyjmowanie wielu przyjaciół i ciekawskich gości, prowadziły obszerną korespondencję, prywatne studia literackie i językowe oraz modernizowały swój majątek. Z biegiem lat dobudowały okrągłą kamienną, mleczarnię i założyły okazały ogród. Eleanor prowadziła dziennik ich działalności. Ludzie z Llangollen nazywali je po prostu „damami”.
Po kilku latach ich dom stał się rajem dla gości podróżujących między Dublinem a Londynem, w tym pisarzy takich jak Anna Seward, Robert Southey, William Wordsworth, Percy Shelley, Lord Byron i sir Walter Scott. Gościli tam również dowódca wojskowy, książę Wellington i przemysłowiec Josiah Wedgwood oraz arystokratyczna powieściopisarka Caroline Lamb (z domu Ponsonby). Znana również z niekonwencjalnego stylu życia Anne Lister z Yorkshire, odwiedziła parę i prawdopodobnie została zainspirowana ich związkiem, by również nieformalnie poślubić swoją kochankę. Nawet podróżnicy z Europy kontynentalnej słyszeli o „damach” i przyjeżdżali w odwiedziny: chociażby książę Hermann von Pückler-Muskau, niemiecki szlachcic i architekt krajobrazu, pisał o nich z podziwem.
„Damy” były znane w całej Wielkiej Brytanii, ale uważa się, że prowadziły „raczej mało ekscytujące życie”. Królowa Zofia Charlotta chciała zobaczyć ich posiadłość i przekonała króla Jerzego III, aby przyznał im pensję. W końcu także ich własne rodziny zaczęły tolerować nietradycyjny związek.

## Życie prywatne
Butler i Ponsonby mieszkały razem przez 50 lat. Ich książki i zastawa opatrzone były podwójnymi inicjałami, podpisywały również wspólnie listy. Pod koniec życia obie nosiły czarne stroje do jazdy konnej i męskie krawaty oraz cylindry; niektórzy odwiedzający uważali, że to zbyt ekscentryczne i staromodne – zwłaszcza puder do włosów i rozmaite odznaczenia, które doczepiały do strojów – ale sąsiedzi uważali, że ubrania są praktyczne do częstego przebywania na świeżym powietrzu.
Plotki o ich życiu seksualnym krążyły przez cały czas, a w 1791 r. czasopismo opisało „damy”, sugerując istnienie takiej relacji. Według pisarki i pamiętnikarki Patricii Hampl były one zbulwersowane tym pomysłem i sprzeciwiły się opisowi do tego stopnia, że skonsultowały się z Edmundem Burke’em w sprawie możliwości pozwania magazynu o zniesławienie.
W przeciwieństwie do pism współczesnej im Anne Lister, w ich obszernej korespondencji lub dziennikach nie ma nic, co wskazywałoby na związek seksualny. Niektórzy uważają związek Butler i Ponsonby za małżeństwo bostońskie lub romantyczny związek między dwiema kobietami, które postanowiły mieszkać razem i mieć „związek podobny do małżeństwa”. Inni dochodzą do wniosku, że obie praktykowały romantyczną przyjaźń, nie związaną z seksem.